# Старлинк
Старлинк (енгл. Starlink) је сателитска констелација компаније Спејс екс ради пружања сателитског приступа интернету. Констелација ће се састојати од преко 12 хиљада масовно произведених малих сателита у ниској Земљиној орбити, који ће радити у комбинацији са земаљским примопредајницима. Спејс екс планира да прода неке од сателита за војне, научне или истраживачке сврхе.
Изражена је забринутост због дугорочне опасности од свемирског отпада као резултата постављања хиљада сателита у орбите изнад 1.000 км и могућег утицаја на астрономију, иако тренутно лансирани Старлинк сателити орбитирају на 550 км, док Спејс екс покушава да реши друго питање. На Старлинку 2 један од сателита има експериментални премаз како би га учинио мање рефлективним и тако имао мањи утицај на земаљска астрономска посматрања.
Укупне трошкове деценијског пројекта дизајнирања, производње и постављања свих сателита у орбиту Спејс екс процењује на око 10 милијарди америчких долара. Развој производа почео је 2015, а фебруара 2018. лансирана су прва два прототипа сателита за пробно летење. Други скуп тестних сателита и прво веће распоређивање дела констелације догодио се 24. маја 2019, када је лансирано првих 60 оперативних сателита. Спејс екс-ово постројење за развој сателита налази се у Редмонду (Вашингтон) и ту се налазе Старлинк-ова истраживања, развој, производња и центар за контролу сателита у орбити.
Сваким лансирањем Спејс екс у орбиту шаље по 60 сателита, а закључно са 25. новембром 2020. у орбиту је послато 955 сателита. Спејс екс намерава да пружи поуздану и брзу сателитску интернет повезаност, пре свега за неразвијеније делове планете, као и да обезбеди интернет по конкурентним ценама за урбане средине. Старлинк услуга би до краја 2020. требало да постане доступна у северном делу САД и Канади, док би у остале делове света стигла крајем 2021. или 2022. Компанија је изјавила да ће приход од продаје сателитских интернет услуга бити неопходан за финансирање пројеката Спејс екса за слање људи на Марс.

## Статус констелације
| Фаза | Орбита () | Број сателита | Инклинација (степени) | Време завршетка половине уговора | Време завршетка комплетног уговора | Лансираних оперативних сателита (25. новембар 2020) | Сателити који су избачени из орбите (25. новембар 2020) |
| ---- | --------- | ------------- | --------------------- | -------------------------------- | ---------------------------------- | --------------------------------------------------- | ------------------------------------------------------- |
| 1    | 550       | 1.440         | 53.0                  | март 2024.                       | март 2027.                         | 953                                                 | 51                                                      |
| 1    | 540-570   | 1.600         | 53.8                  | март 2024.                       | март 2027.                         | 0                                                   |                                                         |
| 1    | 540-570   | 400           | 70.0                  | март 2024.                       | март 2027.                         | 0                                                   |                                                         |
| 1    | 540-570   | 374           | 74.0                  | март 2024.                       | март 2027.                         | 0                                                   |                                                         |
| 1    | 540-570   | 450           | 80.0                  | март 2024.                       | март 2027.                         | 0                                                   |                                                         |
| 2    | 335.9     | 2.493         | 42.0                  | новембар 2024.                   | новембар 2027.                     | 0                                                   |                                                         |
| 2    | 340.8     | 2.478         | 48.0                  | новембар 2024.                   | новембар 2027.                     | 0                                                   |                                                         |
| 2    | 345.6     | 2.547         | 53.0                  | новембар 2024.                   | новембар 2027.                     | 0                                                   |                                                         |